# Noodknop

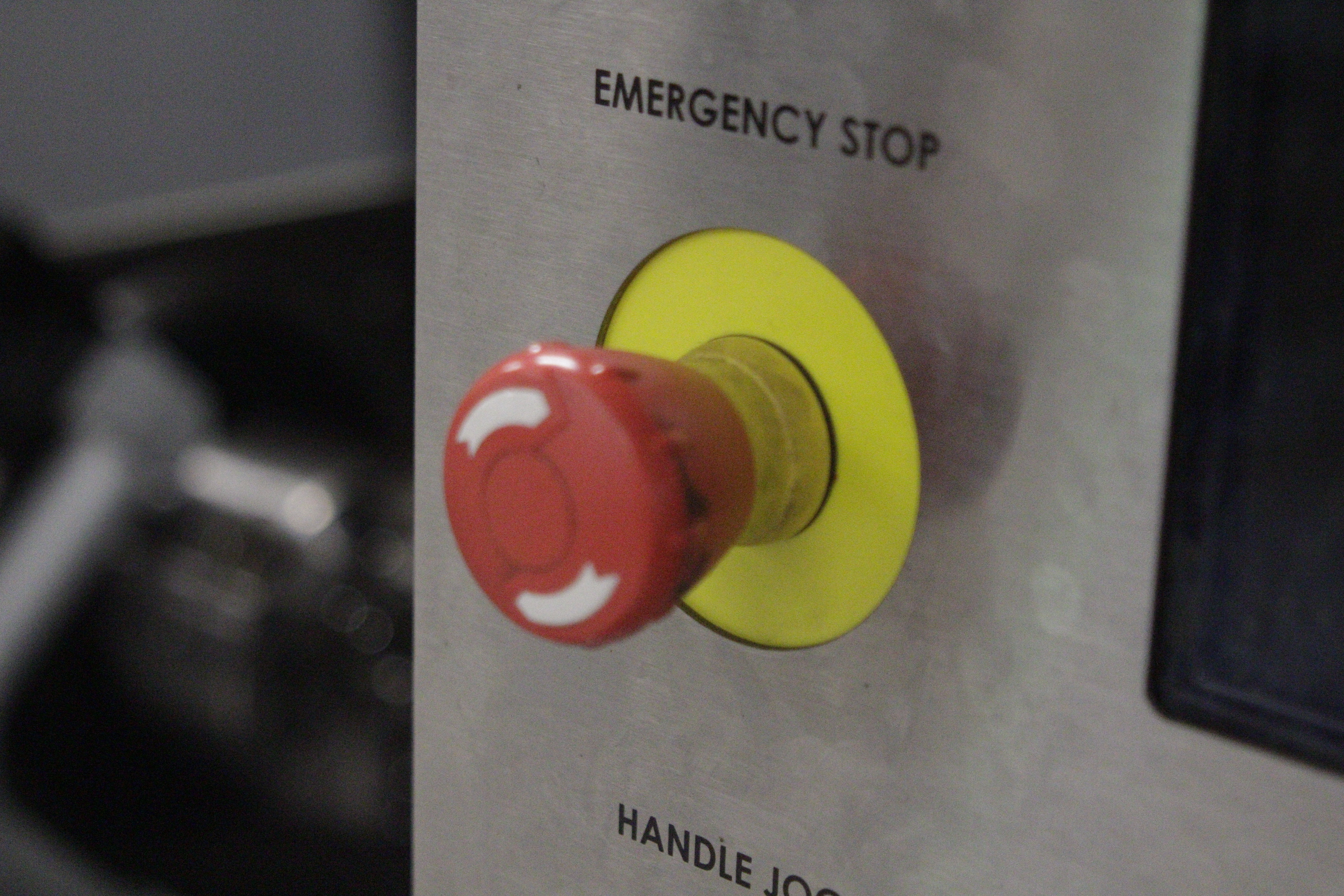
Typische noodknop, hier op een CNC-machine

Een noodknop is een knop waarmee in noodgevallen alarm kan worden geslagen. 
Er kunnen twee typen noodknoppen worden onderscheiden. Bij het ene type wordt door op de knop te drukken een intercom- of telefoonverbinding bewerkstelligd, zodat een persoon vanaf een andere locatie de juiste stappen kan ondernemen. Het tweede type is een noodstopschakelaar, waarmee per direct alle activiteit van een machine of voertuig kan worden afgebroken.
Noodknoppen worden vaak gebruikt in apparatuur of voorzieningen waarmee personen worden vervoerd, zoals in liften of in voertuigen voor het openbaar vervoer.
In moderne treinen, trams en metro's wordt de noodrem soms vervangen door een noodknop waarmee de passagier niet langer zelf kan remmen. Men kan met de knop contact leggen met bijvoorbeeld de bestuurder, die vervolgens op de melding reageert. Dit systeem werkt trager dan via een noodrem, maar voorkomt vertragingen of schade in het geval van misbruik.
Op veel onbemande Nederlandse spoorwegstations is ieder perron voorzien van een informatiezuil, waarop zich ook een noodknop bevindt. Met het installeren van de zuilen wordt gepoogd de onveiligheid (en het gevoel van onveiligheid) te verminderen.